# تعليم فيكتوريا عن بعد
مدرسة فيكتوريا الافتراضية ( مركز فيكتوريا للتعليم عن بعد سابقًا) هي مدرسة ف-12 في ثورنبيري ، فيكتوريا . وتسجيل سنوي يزيد عن 4000 طالب من ف-سنه 12 ، تعد مدرسة فيكتوريا الافتراضيه أكبر مدرسة حكومية في فيكتوريا. تشترك مع مدرسة اللغات الفيكتورية في مبناها .
تنقسم المدرسة إلى مدرستين فرعيتين:
- المدرسة الفرعية F-10 ، والتي تتعامل مع الطلاب من المرحلة التأسيسية إلى الصف العاشر ؛
- المدرسة الفرعية للعام 11/12 ، والتي تتعامل مع الطلاب من الصفوف 11 و 12 (بما في ذلك VCE و VCAL).

## عمل
تستخدم المدرسة التعلم المختلط، وهو مزيج من التدريس والتعلم الظاهري والمباشر. يمكن للطلاب زيارة المدرسة خلال ساعات الدراسة العادية لمقابلة المعلمين، وحضور الندوات والدراسة في المكتبة أو في مجالات الدراسة المصممة لهذا الغرض. .

## روابط خارجية
- الصفحة الرئيسية VSV